# Ctenosia albiceps
Ctenosia albiceps là một loài bướm đêm thuộc phân họ Arctiinae, họ Erebidae.